# Балашовский институт СГУ имени Н. Г. Чернышевского
Балашо́вский институ́т Сара́товского госуда́рственного университе́та и́мени Н. Г. Черныше́вского (БИ СГУ) — старейшее высшее учебное заведение города Балашова. Ранее именовалось как Балашовский педагогический институт.

## История

### Предыстория

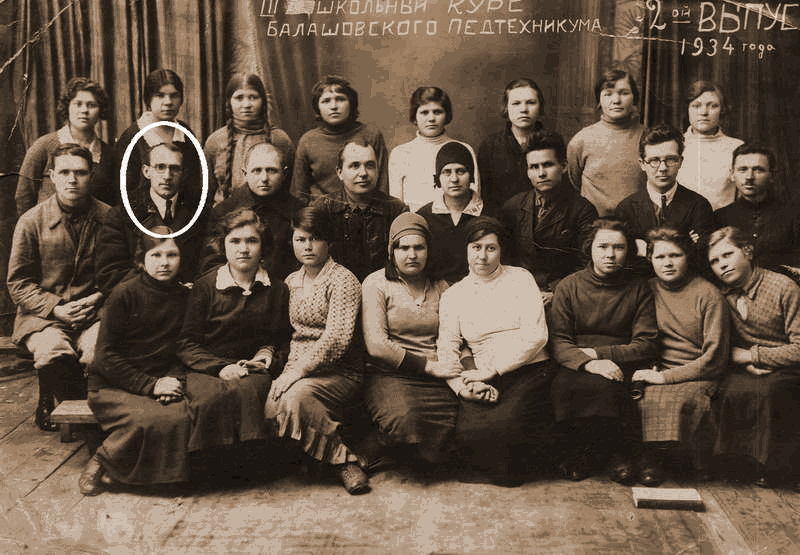
Второй выпуск балашовского педтехникума (1934 год)

1 сентября 1919 года в Балашове были открыты трёхгодичные педагогические курсы. В 1921 году Постановлением СНК РСФСР курсы были преобразованы в Балашовский педагогический техникум. Обучение в техникуме было бесплатное. Срок обучения длился 4 года. Он обслуживал 3 уезда: Балашовский, Сердобский и Камышенский.
До 1929 года в техникуме было 3 отделения: школьное, дошкольное и политико-просветительское. В 1929—1930 учебном году при техникуме открылись украинское отделение и краткосрочные курсы по подготовке учителей украинских школ I ступени.
За 15 лет, с 1921 по 1936 год, Балашовский педтехникум подготовил 620 учителей начальной школы, 80 учителей средней школы и 125 работников дошкольных учреждений.

### Балашовский учительский институт

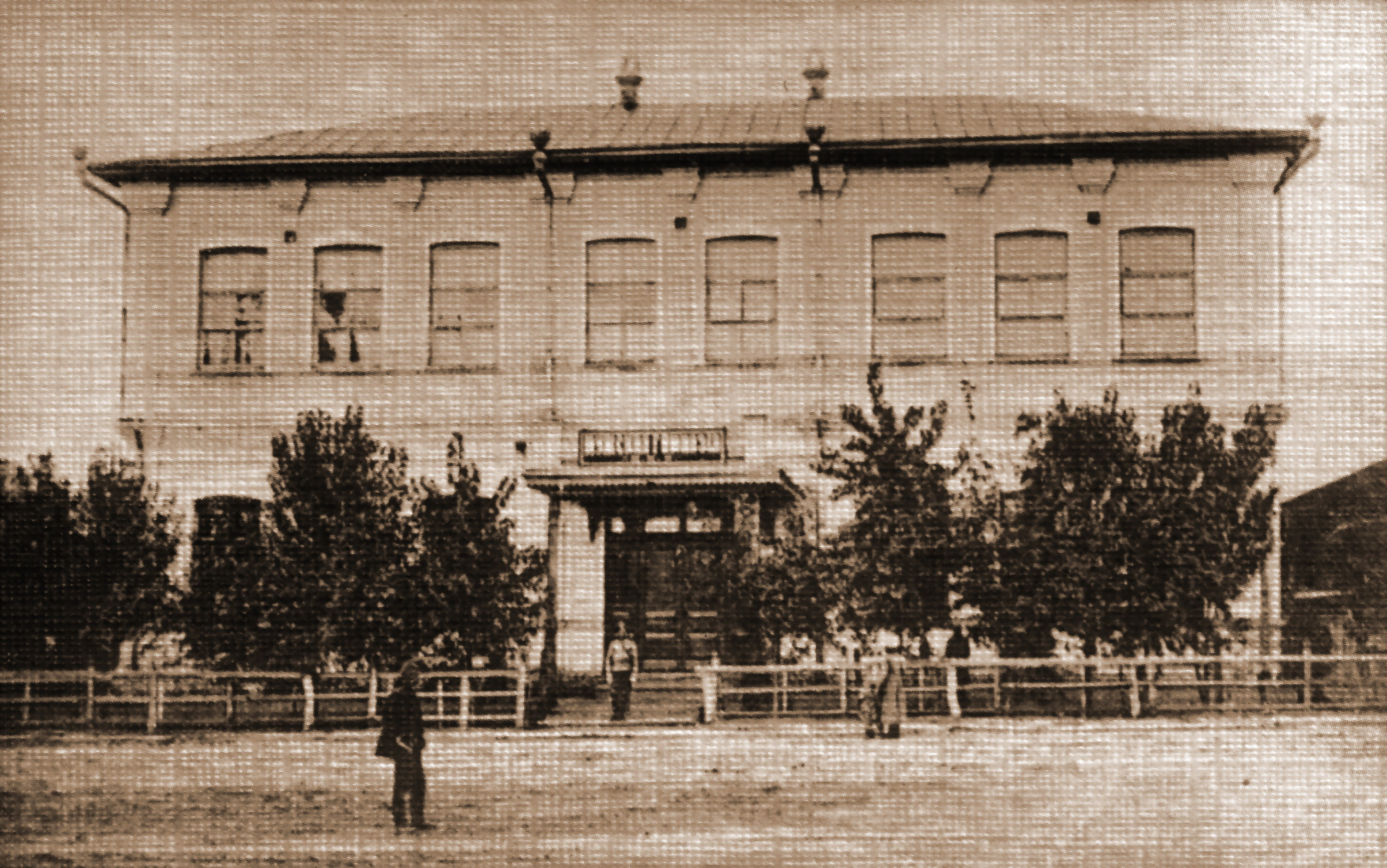
Бывшее мужское училище. В 1930-х годах здесь располагался физико-математический факультет Балашовского учительского института

В 1933 году встал вопрос об организации на базе Балашовского педагогического техникума Балашовского государственного учительского института (БГУИ). Этому предшествовало Постановление коллегии Наркомпроса от 6 мая 1933 года, а затем совещание Нижне-Волжского крайоно 25 мая 1933 года. На совещании от Балашовского педтехникума присутствовали директор И. Г. Зиновьев и заведующий учебной частью А. И. Алексеенко. На основании мотивированного обоснования последнего 1 сентября 1933 года в Балашове открылся учительский институт с двухгодичным сроком обучения и с двумя отделениями: химико-биологическим и физико-математическим.
В задачи нового учебного заведения входила подготовка учителей с правом преподавания в 5—6—7 классах. Исполняющим обязанности директора БУИ был назначен Иван Георгиевич Зиновьев. Затем директором стал Яков Андреевич Бычков. На 1933—1934 учебный год был объявлен набор студентов в количестве 90 человек, однако в сентябре 1933 года к регулярным занятиям приступили только 62 человека. На 5 мая 1935 года доцентско-преподавательский состав института насчитывал 19 человек, из них 11 основных работников, 2 командированных и 6 совместителей. Они распределялись по 6 кафедрам: зоологии (4 человека), социально-экономических наук (1), математики и физики (5), ботаники (5), химии (3), педагогики (1). Ещё два сотрудника вели занятия по военному делу.
В 1939—1940 учебном году в институте было два факультета: физико-математический (8 групп) и естественно-географический (7 групп). В 1940—1941 учебном году был создан факультет русского языка и литературы (2 группы; позднее историко-филологический факультет). Он начал функционировать с 1 сентября.
1 января 1940 года, в связи с передачей здания института военному ведомству, институт был переведён в два здания, в которых находились другие учебные заведения. Занятия во втором полугодии проходили в три смены. В своё здание институт вернулся 15 мая 1940 года. В годы Великой Отечественной войны, с 12 ноября 1941 по 16 сентября 1944 года, основное здание института вновь занимало военное ведомство. Сначала занятия проводились в помещении бывшего общежития института в одну смену. В 1942 году институт располагался в здании детского сада на улице Советской.
В 1944 году при институте создаётся заочное отделение. В мае 1948 года произошло разделение кафедры физики и математики. В институте было создано 4 отделения: русского языка и литературы, историческое, физико-математическое и естественно-географическое. Начиная с 1949—1950 учебного года в Балашовском учительском институте начали обучать второй специальности. В 1949—1950 учебном году вторую специальность получили 122 учителя, в том числе: «черчение и рисование» — 10 человек, «физвоспитание» — 12 человек, «немецкий язык» — 100 человек. Это делалось путём факультативной подготовки.
В 1947—1948 учебном году институт находился в центре города, главная часть здания выходила на улицу Володарского, другая — на улицу Степана Разина. Во дворе имелось 5 строений, из которых 4 принадлежали институту. Из них одно было отведено под студенческую столовую с пропускной способностью до 300 человек. Второе здание отводилось преподавателям (3 квартиры). В нём располагалось мужское общежитие (3 комнаты на 24 человека). Третье здание было отдано под женское общежитие, оно состояло из 6 комнат на 75 человек. Четвёртое здание занимал учебный корпус.

### Балашовский государственный педагогический институт

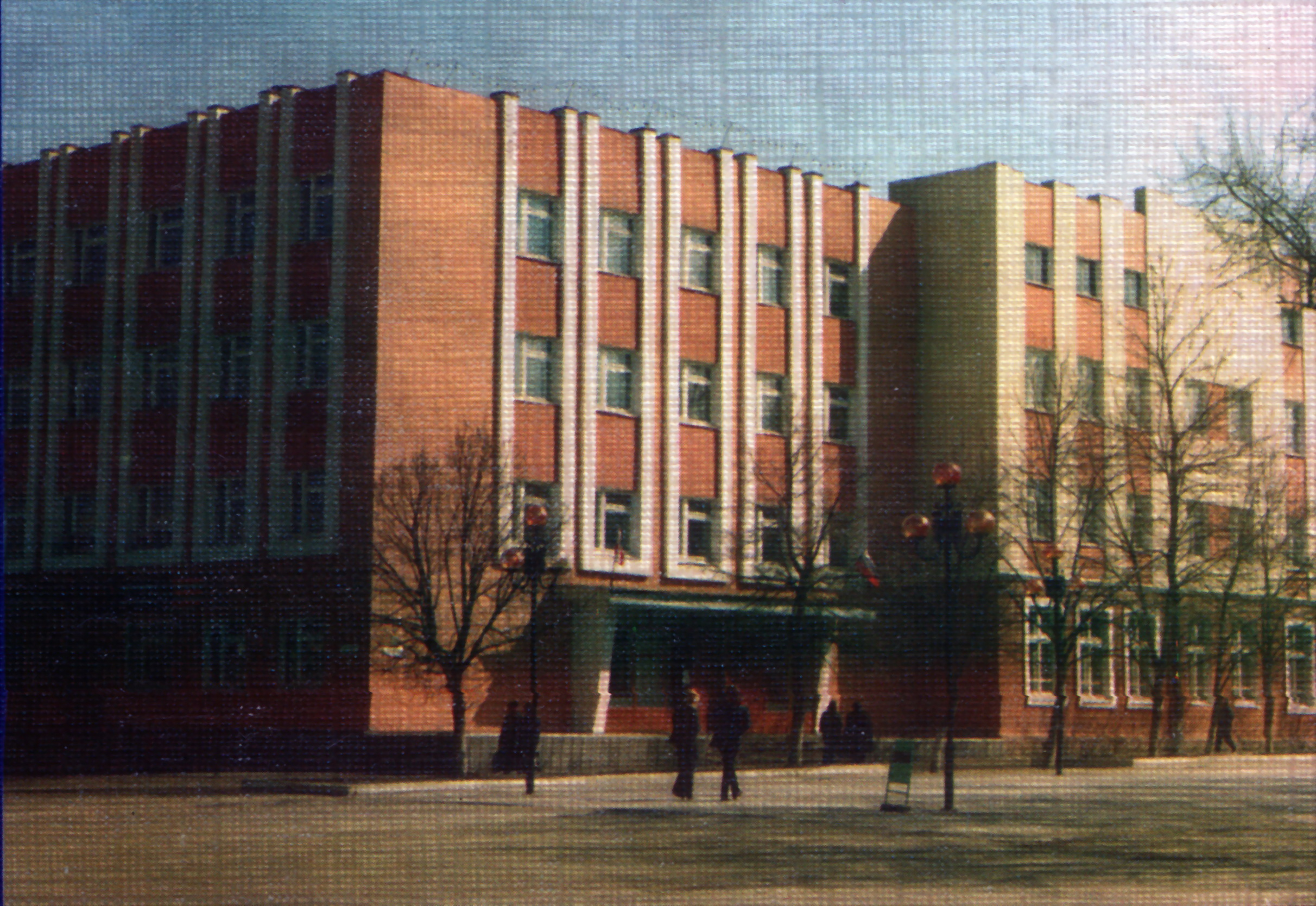
Корпус физико-математического факультета

В соответствии с распоряжением Совета Министров СССР от 27 февраля 1952 года и Совета Министров РСФСР от 1 марта того же года и приказом министра просвещения РСФСР № 189 от 7 марта 1952 года Балашовский учительский институт с 1 сентября 1952 года был реорганизован в Балашовский государственный педагогический институт (БГПИ) сначала с 4-годичным сроком обучения, а 1956/57 учебного года — с 5-летним сроком обучения.
Директором института с 1952 по 1959 год был доцент Александр Петрович Конопкин.
До 1959—1960 учебного года институт имел два факультета — физико-математический и филологический и шесть кафедр: математики, физики, педагогики и психологии, русского языка, литературы, марксизма-ленинизма. В 1959—1960 учебном году в институте создали третий факультет — по подготовке учителей 1—4 классов с высшим образованием (начфак) с четырёхлетним сроком обучения.
В 1960 году было перестроено под учебный корпус факультета начальных классов старое школьное здание, здесь же был построен новый спортивный зал. В 1963 году началось строительство студенческого общежития на 450 мест.
В начале 1970-х годов главный корпус института был признан аварийным, однако Министерство просвещения РСФСР не собиралось финансировать строительство нового здания, и больше склонялось к варианту закрытия пединститута. Тогда городские власти, чтобы сохранить в городе вуз, приняли решение построить главный корпус методом «народной стройки» — за счёт местных ресурсов. Помощь в строительстве оказывали руководители самых разных организаций и учреждений города. У истоков строительства нового здания пединститута стоял ректор Леонид Николаевич Киселёв, назначенный на эту должность приказом Министерства просвещения РСФСР № 179 от 12 июля 1972 года.
Пока шло строительство, факультет начальных классов располагался в здании, которое ныне занимает физмат, а остальные факультеты находились в арендованном у УКП Саратовского политехнического института здании, расположенном в жилгородке комбината плащевых тканей.
С вводом нового учебного корпуса пединститута Министерство просвещения РСФСР поручило БГПИ подготовку учителей русского языка по направлениям правительства Узбекской ССР. Студенты из Узбекистана обучались на филологическом факультете Балашовского вуза на протяжении 10 лет.
В 1978 году на основе кафедры математики были созданы две кафедры: кафедра алгебры и геометрии и кафедра математического анализа.
11 сентября 1988 года произошло разделение кафедры педагогики и психологии и создание кафедры психологии. А ровно через семь лет, 11 сентября 1995 года приказом № 90 ректора Балашовского государственного педагогического института был создан факультет психологии и социальной работы с двумя кафедрами: психологии и социальной работы. БГПИ в числе первых десяти вузов страны получил право готовить специалистов по социальной работе.
В 1997 году на базе существовавшей на факультете педагогики и методики начального образования дополнительной специальности «биология» и секции биологии был образован факультет экологии и биологии с двумя кафедрами: биологии и экологии. В том же году при физико-математическом факультете была образована кафедра экономики, а при факультете психологии и социальной работы была открыта кафедра валеологии (в дальнейшем кафедра несколько раз меняла своё название).
3 февраля 1998 года на базе кафедры экономики физико-математического факультета был образован самостоятельный экономико-педагогический факультет (24 июня того же года переименован в факультет экономики) с выпускающей кафедрой экономики и права. Благодаря сотрудничеству с кафедрой экономики университета на экономическом факультете в 2001 году была получена лицензия на подготовку специалистов по специальности национальная экономика с квалификацией «экономист».

### Балашовский институт (филиал) СГУ имени Н. Г. Чернышевского
Приказом Министерства общего и профессионального образования Российской Федерации от 17 апреля 1998 года Балашовский государственный педагогический институт был реорганизован в Балашовский филиал Саратовского государственного университета имени Н. Г. Чернышевского.
В связи с этим ряд шагов в реорганизации филиала был направлен на объединение его внутренних структур. В вузе осталось 6 факультетов: физико-математический, филологический, педагогический (были объединены факультет педагогики и методики начального образования и факультет дошкольной педагогики и психологии), экономической, факультет психологии и социальной работы и факультет экологии и биологии. Вместо 22 кафедр в вузе осталось 19. Кафедра русского языка и методики его преподавания была присоединена к кафедре русского языка, объединены кафедра психологии и кафедра практической психологии в единую кафедру психологии, кафедра биологии и кафедра экологии — в кафедру биологии и экологии.
В 1998 году в филиале создаётся аспирантура, заведующей которой была назначена кандидат педагогических наук, доцент Алла Валерьевна Шатилова. В настоящее время в аспирантуре лицензировано 5 специальностей: теория и методика профессионального образования, педагогическая психология, экология, литература народов стран зарубежья (с указанием конкретной литературы) и теоретические основы информатики.
В 1999 году на базе отделения иностранных языков при филологическом факультете был создан факультет иностранных языков. При этом кафедра иностранных языков была разделена на две самостоятельные: кафедру английского языка и кафедру немецкого языка. В 2000—2001 учебном году в качестве второго иностранного языка был введён французский язык.
4 июля 2001 года в результате реорганизации факультета психологии и социальной работы были созданы два самостоятельных факультета: психологии и валеологии (с 2002 года — психологии) и социальной работы. В составе факультета психологии были образованы две кафедры: практической психологии и психологии.
В 2002 году в результате реорганизации факультета психологии и валеологии был создан факультет физической культуры и безопасности жизнедеятельности, в составе трёх кафедр: медико-валеологических дисциплин (до этого кафедра валеологии и специальной психологии), кафедры безопасности жизнедеятельности и кафедры физкультуры, которая с 2003 года получила статус выпускающей кафедры.
С 18 декабря 2003 года в БФ СГУ издаётся газета «Хопёрские семестры».
В сентябре 2008 года реорганизован в Балашовский институт Саратовского государственного университета имени Н. Г. Чернышевского.
В январе 2010 года приказом ректора СГУ им. Н. Г. Чернышевского Л. Ю. Коссовича был освобождён от занимаемой должности со ссылкой на возраст директор института Вячеслав Кузьмич Кабанин, возглавлявший институт с 1993 года. Другим приказом ректор назначил директором института Елену Викторовну Лукьянову, ранее возглавлявшую Балашовский филиал Саратовского государственного аграрного университета им. Н. И. Вавилова.
В марте 2010 года профессорско-преподавательский коллектив БИ СГУ написал открытое письмо Президенту Российской Федерации Дмитрию Анатольевичу Медведеву с просьбой о смене руководства, в котором, в частности говорилось, что с приходом Лукьяновой «началось разрушение градообразующего учреждения высшего профессионального образования». Из института были вынуждены уволиться более 60 человек. Многие преподаватели, не желая мириться с обстановкой жесткого подавления личности, унижения, вынуждены искать работу в вузах других городов.
7 апреля 2010 года, в связи с переходом Е. В. Лукьяновой на работу в ректорат СГУ директором Балашовского института (филиала) СГУ, назначена декан физико-математического факультета Балашовского института, кандидат педагогических наук, доцент Алла Валерьевна Шатилова.

## Структура института
В структуре вуза существует 5 факультетов и 14 специализированных кафедр:
- Факультет естественно-научного и педагогического образования
  - Кафедра дошкольной педагогики и психологии
  - Кафедра педагогики и методик начального образования
  - Кафедра биологии и экологии
- Социально-гуманитарный факультет
  - Кафедра психологии
  - Кафедра педагогики
  - Кафедра социальных и гуманитарных дисциплин
- Факультет физической культуры и безопасности жизнедеятельности
  - Кафедра безопасности жизнедеятельности
  - Кафедра физической культуры и спорта
- Филологический факультет
  - Кафедра истории
  - Кафедра русского языка и литературы
  - Кафедра иностранных языков
- Факультет математики, экономики и информатики
  - Кафедра математики
  - Кафедра физики и информационных технологий
  - Кафедра экономики и права

## Руководители вуза
- Зиновьев Иван Георгиевич (1933—? — исполняющий обязанности директора БУИ)
- Бычков Яков Андреевич (?—1937 — директор БУИ)
- Сусеков Пётр Васильевич (1937—?; директор БУИ)
- Чванкин Николай Григорьевич (? — ноябрь 1944 — директор БУИ)
- Комаров Иван Васильевич (ноябрь 1944 — 15 августа 1952 — директор БУИ)
- Конопкин Александр Петрович (26 августа 1952 — 5 октября 1959 — директор БГПИ)
- Кобзев Михаил Сергеевич (5 октября 1959 — 26 августа 1964 — директор (с 1961 — ректор) БГПИ)
- Видищев Борис Васильевич (13 января 1965 — 12 июля 1972 — ректор БГПИ)
- Киселёв Леонид Николаевич (12 июля 1972 — 22 февраля 1993 — ректор БГПИ)
- Кабанин Вячеслав Кузьмич (19 марта 1993 — апрель 1998 — ректор БГПИ; апрель 1998 — 22 января 2010 — директор БФ СГУ (БИ СГУ))
- Лукьянова Елена Викторовна (22 января 2010 — 7 апреля 2010 — директор БИ СГУ)
- Шатилова Алла Валерьевна (с 7 апреля 2010 — директор БИ СГУ)